# 易车
易车是中華人民共和國一個汽車資訊以及導購網站和手機應用程序。

## 历史
由李斌創辦於2000年，總部位於北京市。2010在紐約證券交易所上市。2020年，腾讯控股关联公司和黑马资本（Hammer Capital）组成的投资者财团收購易车及其关联公司尚未拥有的所有已发行普通股，易車從紐約證券交易所退市。

## 外部連結
- 官方网站